# Frederik Willem II van Nassau-Siegen
Vorst Frederik Willem II van Nassau-Siegen (Nassauischer Hof, Siegen, 11 november 1706 – aldaar, 2 maart 1734), Duits: Friedrich Wilhelm II. Fürst von Nassau-Siegen (officiële titels: Fürst zu Nassau, Graf zu Katzenelnbogen, Vianden, Diez, Limburg und Bronkhorst, Herr zu Beilstein, Stirum, Wisch, Borculo, Lichtenvoorde und Wildenborch, Erbbannerherr des Herzogtums Geldern und der Grafschaft Zutphen), was sinds 1722 vorst van Nassau-Siegen (een deel van het graafschap Nassau) en graaf van Bronkhorst, heer van Wisch, Borculo, Lichtenvoorde en Wildenborch, en erfbaanderheer van het hertogdom Gelre en het graafschap Zutphen. Hij stamde uit het Huis Nassau-Siegen, een zijtak van de Ottoonse Linie van het Huis Nassau. Hij was de laatste mannelijke vertegenwoordiger van zijn geslacht, met hem stierf de protestantse linie van het Huis Nassau-Siegen uit.

## Biografie

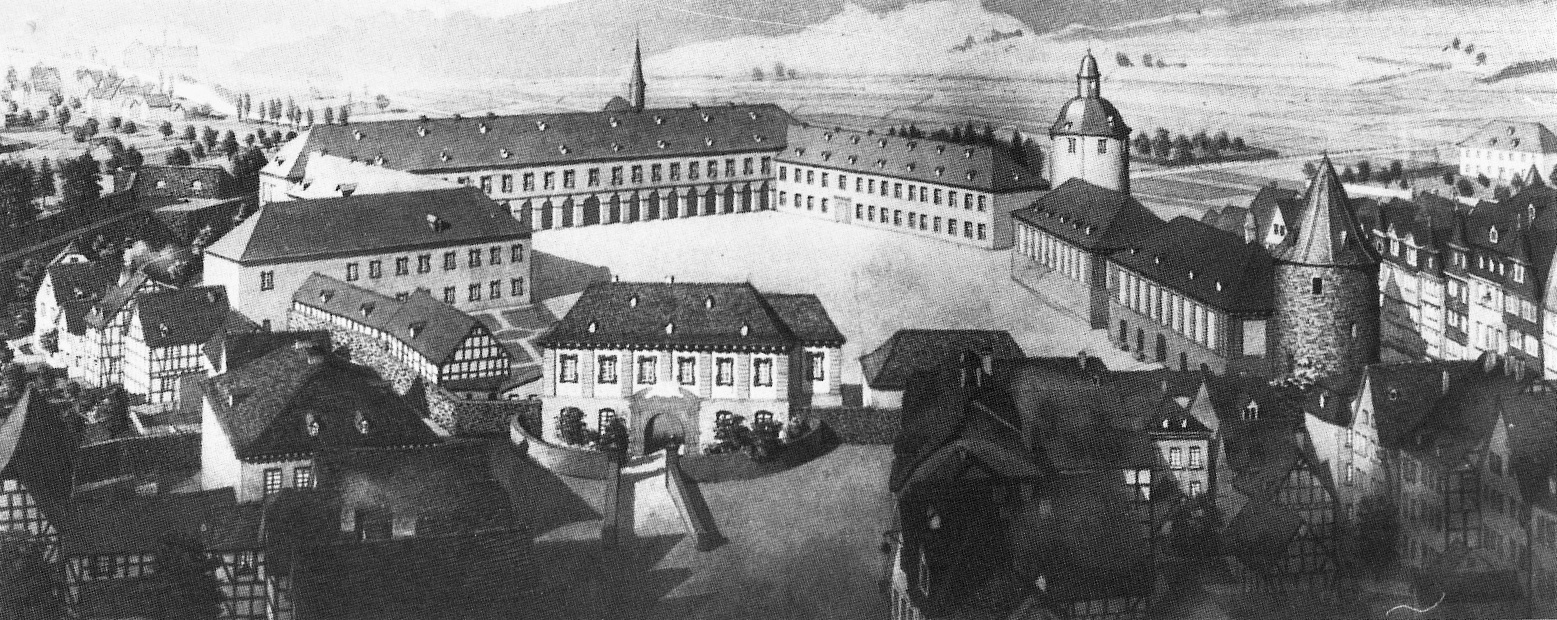
De Nassauischer Hof gezien vanuit het westen, ca. 1720. Poging tot reconstructie, inkttekening, Wilhelm Scheiner, 1922.

Frederik Willem werd op 11 november 1706 in de Nassauischer Hof in Siegen geboren als de enige zoon van vorst Frederik Willem Adolf van Nassau-Siegen en diens eerste echtgenote landgravin Elisabeth Juliana Francisca van Hessen-Homburg. Hij werd op 18 november gedoopt in Siegen. Zijn moeder overleed al een jaar na zijn geboorte.

In oktober 1712 bereikten Frederik Willem Adolf en Willem Hyacinth, de katholieke vorst van Nassau-Siegen, een overeenkomst over hun aandeel in de stad Siegen. Willem Hyacinth stond het katholieke land aan Frederik Willem Adolf af in ruil voor een jaarlijks pensioen van 12.000 rijksdaalders. Het was zelfs de bedoeling om Frederik Willem, de zes jaar oude gereformeerde erfprins, uit te huwelijken aan Maria Anna Josepha, de minderjarige dochter van Willem Hyacinth. Dit alles werd niet in de laatste plaats gedaan om van de lastige buitenlandse regering af te komen. Sinds april 1707 stond het katholieke deel het vorstendom Nassau-Siegen namelijk – in opdracht van de Reichshofrat – onder bestuur van het domkapittel in Keulen vanwege het wanbestuur van Willem Hyacinth.
Bij het overlijden van zijn vader in 1722 volgde Frederik Willem zijn vader op als de regerende landsheer in het protestantse deel van het vorstendom Nassau-Siegen en medeheerser van de stad Siegen. Hij bezat het ambt Siegen (met uitzondering van zeven dorpen) en de ambten Hilchenbach en Freudenberg. De stad Siegen deelde hij met zijn achterneef Willem Hyacinth, de katholieke vorst van Nassau-Siegen. Ook volgde Frederik Willem zijn vader op als graaf van Bronkhorst, heer van Wisch, Borculo, Lichtenvoorde en Wildenborch, en erfbaanderheer van het hertogdom Gelre en het graafschap Zutphen. Tot slot volgde Frederik Willem zijn vader op in een deel van het vorstendom Nassau-Hadamar. Omdat hij nog minderjarig was, stond hij tot 1727 onder onder voogdij en regentschap van zijn stiefmoeder Amalia Louise van Koerland.
Frederik Willem werd op 23 november 1723 ritmeester in het Staatse leger en op 22 juli 1728 kolonel van een regiment infanterie. En in 1731 werd hij ridder van de Johannieterorde balije van Mark (Brandenburg), Saksen, Pommeren en Wendland in Sonnenburg.
Frederik Willem overleed op 2 maart 1734 in de Nassauischer Hof in Siegen, hij was pas 27 jaar. Hij werd op 17 april begraven in de Fürstengruft aldaar. Op 19 juni schonk zijn weduwe Sophia Polyxena Concordia van Sayn-Wittgenstein-Hohenstein het leven aan de vijfde dochter. Er waren dus geen mannelijke erfgenamen, en de vorstin-weduwe moest er noodgedwongen mee instemmen dat de katholieke vorst Willem Hyacinth het gereformeerde land en de stad Siegen in bezit nam. De vorsten Christiaan van Nassau-Dillenburg en Willem Carel Hendrik Friso van Nassau-Diez (in Nederland beter bekend als prins Willem IV van Oranje-Nassau) maakten echter ook aanspraak op de erfenis. Hun soldaten bezetten – terwijl Willem Hyacinth in Spanje was – de Nassauischer Hof in Siegen. Om deze bezetting door Nassau-Dillenburg en Nassau-Diez te verdrijven riep keurvorst Clemens August van Keulen de Landesausschuß in zijn aan het Siegerland grenzende landen op. Op 20 augustus 1735 staken Keulse boeren de grenzen van het vorstendom Nassau-Siegen over en plunderden ‘was ihnen vorkam’. Op 23 augustus werden zij toegelaten tot het (katholieke) slot en rukten met twee- tot drieduizend man op naar de (gereformeerde) Nassauischer Hof. Maar de legers van Nassau-Dillenburg en Nassau-Diez, verenigd met de burgers van Siegen, sloegen de Keulse troepen op de vlucht. Zo bleef het gereformeerde deel van het Siegerland onder de heerschappij van Nassau-Dillenburg en Nassau-Diez vallen, en viel het katholieke deel nog steeds onder het keizerlijk bestuur.
Toen bij de renovatie van de Fürstengruft in 1951 de marmeren platen, die in 1893 voor de nissen waren geplaatst, opnieuw moesten worden bevestigd, was het mogelijk een blik te werpen in de graven. Men ontdekte dat veel graven al eerder waren geopend. Achter de platen bevonden zich muren van in het veld gebakken bakstenen, waarvan sommige loszaten en een doorkijk boden naar het inwendige van de nissen. In het licht van een sterke zaklamp kon men zien dat in het graf van Frederik Willem een kist staat die kennelijk van mahoniehout is gemaakt, omlijst met vergulde banden van ongeveer 4 cm breed.

## Huwelijk en kinderen
Frederik Willem huwde op Jachtslot Luwigseck bij Feudingen op 23 september 1728 met gravin Sophia Polyxena Concordia van Sayn-Wittgenstein-Hohenstein (Berlijn, 28 mei 1709 – Untere Schloss, Siegen, 15 december 1781), dochter van graaf August van Sayn-Wittgenstein-Hohenstein en diens eerste echtgenote gravin Concordia van Sayn-Wittgenstein-Hohenstein. Uit dit huwelijk werden de volgende kinderen geboren:
1. Charlotte Sophia Louise[noot 4] (Siegen, 6 juni 1729 – Burgsteinfurt, 2 april 1759), huwde in Siegen op 30 september 1748 met graaf Karel Peter Ernst van Bentheim-Steinfurt (Burgsteinfurt, 30 augustus 1729 – aldaar, 30 juni 1780).
2. Frederica Wilhelmina Polyxena (Nassauischer Hof, Siegen, 3 april 1730 – Slot Wittgenstein, Laasphe, 18 november 1733).
3. Maria Eleonora Concordia (Siegen, 2 maart 1731 – Kamen, 20 april 1759).
4. Frederica Augusta Sophia (Nassauischer Hof, Siegen, 1 juni 1732 – aldaar, 23 maart 1733).
5. Anna Charlotte Augusta[noot 5] (Nassauischer Hof, Siegen, 19 juni 1734 – Untere Schloss, aldaar, 9 juni 1759).

## Voorouders
| Voorouders van Frederik Willem II van Nassau-Siegen | Voorouders van Frederik Willem II van Nassau-Siegen                                                                    | Voorouders van Frederik Willem II van Nassau-Siegen                                                                   | Voorouders van Frederik Willem II van Nassau-Siegen                                                                   | Voorouders van Frederik Willem II van Nassau-Siegen                                                                   | Voorouders van Frederik Willem II van Nassau-Siegen                                                                    | Voorouders van Frederik Willem II van Nassau-Siegen                                                                    | Voorouders van Frederik Willem II van Nassau-Siegen                                                                   | Voorouders van Frederik Willem II van Nassau-Siegen                                                                   |
| --------------------------------------------------- | --- | --- | --- | --- | --- | --- | --- | --- |
| Betovergrootouders                                  | Johan VII ‘de Middelste’ van Nassau-Siegen (1561–1623) ⚭ 1603 Margaretha van Sleeswijk-Holstein-Sonderburg (1583–1658) | George Ernst van Limburg-Stirum (1593–1661) ⚭ 1631 Magdalena van Bentheim-Tecklenburg (1591–1649)                     | Lodewijk Hendrik van Nassau-Dillenburg (1594–1662) ⚭ 1615 Catharina van Sayn-Wittgenstein (1588–1651)                 | Peter Melander (1589–1648) ⚭ 1638 Agnes von Efferen genannt Hall (?–1656)                                             | George I ‘de Vrome’ van Hessen-Darmstadt (1547–1596) ⚭ 1572 Magdalena van Lippe (1552–1587)                            | Christoffel van Leiningen-Westerburg (1575–1635) ⚭ 1601 Anna Maria Ungnad von Weißenwolff (1573–1606)                  | Willem van Koerland (1574–1640) ⚭ 1609 Sophia van Pruisen (1582–1610)                                                 | George Willem van Brandenburg (1595–1640) ⚭ 1616 Elisabeth Charlotte van de Palts (1597–1660)                         |
| Overgrootouders                                     | Hendrik van Nassau-Siegen (1611–1652) ⚭ 1646 Maria Magdalena van Limburg-Stirum (1632–1707)                            | Hendrik van Nassau-Siegen (1611–1652) ⚭ 1646 Maria Magdalena van Limburg-Stirum (1632–1707)                           | Adolf van Nassau-Schaumburg (1629–1676) ⚭ 1653 Elisabeth Charlotte Melander (1640–1707)                               | Adolf van Nassau-Schaumburg (1629–1676) ⚭ 1653 Elisabeth Charlotte Melander (1640–1707)                               | Frederik I ‘de Oudere’ van Hessen-Homburg (1585–1638) ⚭ 1622 Margaretha Elisabeth van Leiningen-Westerburg (1604–1667) | Frederik I ‘de Oudere’ van Hessen-Homburg (1585–1638) ⚭ 1622 Margaretha Elisabeth van Leiningen-Westerburg (1604–1667) | Jacob van Koerland (1610–1682) ⚭ 1645 Louise Charlotte van Brandenburg (1617–1676)                                    | Jacob van Koerland (1610–1682) ⚭ 1645 Louise Charlotte van Brandenburg (1617–1676)                                    |
| Grootouders                                         | Willem Maurits van Nassau-Siegen (1649–1691) ⚭ 1678 Ernestine Charlotte van Nassau-Schaumburg (1662–1732)              | Willem Maurits van Nassau-Siegen (1649–1691) ⚭ 1678 Ernestine Charlotte van Nassau-Schaumburg (1662–1732)             | Willem Maurits van Nassau-Siegen (1649–1691) ⚭ 1678 Ernestine Charlotte van Nassau-Schaumburg (1662–1732)             | Willem Maurits van Nassau-Siegen (1649–1691) ⚭ 1678 Ernestine Charlotte van Nassau-Schaumburg (1662–1732)             | Frederik II ‘met het Zilveren Been’ van Hessen-Homburg (1633–1708) ⚭ 1670 Louise Elisabeth van Koerland (1646–1690)    | Frederik II ‘met het Zilveren Been’ van Hessen-Homburg (1633–1708) ⚭ 1670 Louise Elisabeth van Koerland (1646–1690)    | Frederik II ‘met het Zilveren Been’ van Hessen-Homburg (1633–1708) ⚭ 1670 Louise Elisabeth van Koerland (1646–1690)   | Frederik II ‘met het Zilveren Been’ van Hessen-Homburg (1633–1708) ⚭ 1670 Louise Elisabeth van Koerland (1646–1690)   |
| Ouders                                              | Frederik Willem Adolf van Nassau-Siegen (1680–1722) ⚭ 1702 Elisabeth Juliana Francisca van Hessen-Homburg (1681–1707)  | Frederik Willem Adolf van Nassau-Siegen (1680–1722) ⚭ 1702 Elisabeth Juliana Francisca van Hessen-Homburg (1681–1707) | Frederik Willem Adolf van Nassau-Siegen (1680–1722) ⚭ 1702 Elisabeth Juliana Francisca van Hessen-Homburg (1681–1707) | Frederik Willem Adolf van Nassau-Siegen (1680–1722) ⚭ 1702 Elisabeth Juliana Francisca van Hessen-Homburg (1681–1707) | Frederik Willem Adolf van Nassau-Siegen (1680–1722) ⚭ 1702 Elisabeth Juliana Francisca van Hessen-Homburg (1681–1707)  | Frederik Willem Adolf van Nassau-Siegen (1680–1722) ⚭ 1702 Elisabeth Juliana Francisca van Hessen-Homburg (1681–1707)  | Frederik Willem Adolf van Nassau-Siegen (1680–1722) ⚭ 1702 Elisabeth Juliana Francisca van Hessen-Homburg (1681–1707) | Frederik Willem Adolf van Nassau-Siegen (1680–1722) ⚭ 1702 Elisabeth Juliana Francisca van Hessen-Homburg (1681–1707) |